# Kabelanschluss

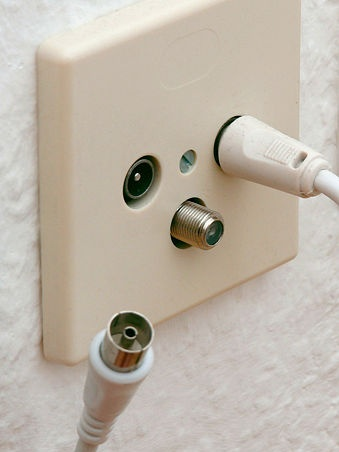
Eine Koaxial-Wandsteckdose

Einen Kabelanschluss nennt man die Anbindung an ein Breitbandkabelnetz. Das Breitbandkabelnetz, meist bestehend aus Koaxialkabeln oder Glasfaserkabeln, dient zur Übertragung von Signalen wie z. B. Kabelfernsehen, Internet oder Telefon. 
Das Kabelnetz des Kabelfernsehens wird in verschiedene Netzebenen aufgeteilt, wobei Kabelanschluss den Übergabepunkt von Netzebene 3 an Netzebene 4 bezeichnet (Hausübergabepunkt). 
Das Breitbandkabelnetz wird von Kabelnetzbetreibern betrieben. Ursprünglich hat die Deutsche Bundespost das Kabelnetz in Deutschland aufgebaut. Später wurde es dann von der Deutschen Telekom weiter ausgebaut. Heute sind es mehrere Anbieter, die das Kabelnetz betreiben und Kabelanschlüsse verkaufen. Die größten der Anbieter in Deutschland sind Vodafone und Pÿur, letzteres eine gemeinsame Marke von Tele Columbus und regionaler Netzbetreiber.